# Alineador de fars

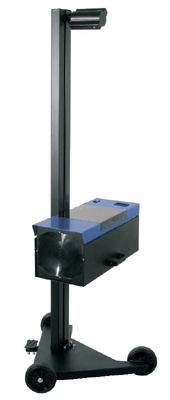
Un verificador de fars típic.

Un alineador de fars o verificador de fars, és un aparell que serveix per comprovar tant l'orientació com la intensitat dels fars d'un vehicle, Cal assegurar-se que compleix amb un estàndard mínim per a la utilització del vehicle al país pel qual s'ha homologat el mesurador. L'ús més important d'un verificador de fars és en el test d'alineació dels mateixos durant una ITV.
Per poder ser utilitzat ha de ser aprovat com a adequat per al seu ús en un test d'homologació. Una llista de verificadors de fars acceptables per al seu ús en les ITV apareix a la pàgina web del Departament de Transport de cada país homologador.

## Descripció
Un verificador de fars comprèn un conjunt totalment ajustable amb una sola lent òptica de llum colimada, el conjunt està muntat en una guia o sobre rodes i dissenyat per evitar qualsevol distorsió de l'estructura que suporta la lent òptica durant el seu ús, tant en la fase alineació de la lent enfront dels fars del vehicle, com en les maniobres de translació al llarg dels raïls (si existeixen).
La lent òptica en si, està dissenyada per enfocar amb precisió tota mena de fars de qualsevol vehicle, sent totalment ajustable en el pla vertical; això s'aconsegueix mitjançant el seu muntatge en una columna vertical. El recorregut de l'altura de mesurament de la lent òptica es pot ajustar entre 500 mm i 1500 mm, fet que permet la comprovació de tota mena de vehicles, incloent els grans vehicles de càrrega. Finalment, en la part superior de la columna de muntatge de la lent hi ha un mirall o en certs casos un làser, que permet verificar que el far estigui alineat amb l'eix longitudinal del vehicle sota prova.

## Operació

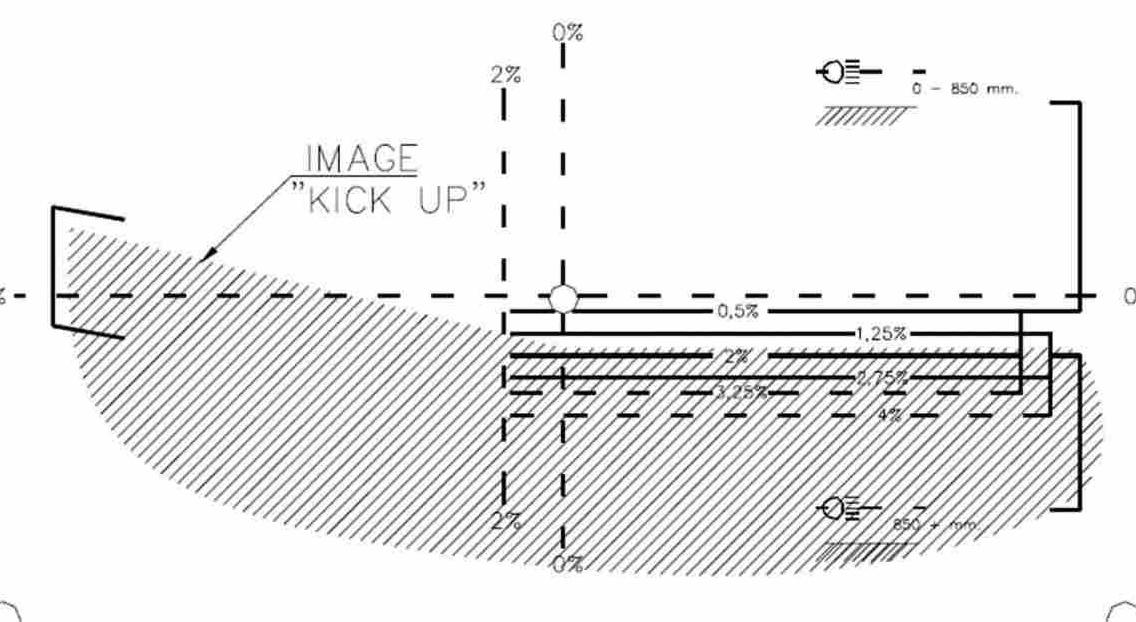
Detall de la pantalla de mesurament utilitzada per verificar l'alineació dels fars

Durant una inspecció de fars, el feix de cadascun dels fars del vehicle s'enfoca, a través d'una lent, sobre una pantalla de mesurament que té quatre línies sòlides, vermelles, blaves o negres, que mostren unes posicions amb els percentatges 0.5%, 1.25%, 2% i 2,75% sobre la línia central. Els increments de % en els posicions amb els percentatges 3,25% i 4% serveixen només quan verificador s'utilitza específicament amb vehicles pesants. La verificació es realitza de forma manual mitjançant l'avaluació del patró exacte del feix projectat en la pantalla per un tècnic capacitat.
Una característica que sovint s'inclou com a part d'un verificador d'aquest tipus és un mètode pel qual es pot mesurar la intensitat del feix. Això s'aconsegueix amb un mesurador de llum o Luxmeter que s'incorpora dins del mateix conjunt. En aquest cas pot ser usat per mesurar no només la intensitat dels llums d'encreuament, sinó també per mesurar i comparar la intensitat del feix complet